# Expérience naturelle
 (décembre 2020).
Une expérience naturelle ou expérimentation naturelle est une expérience dans laquelle l'assignation aléatoire au traitement est provoquée par des causes naturelles et/ou politiques. On oppose ainsi les expériences naturelles aux expériences contrôlées dans laquelle l'assignation au traitement est aléatoirement déterminée pour les besoins de l'étude.
Par exemple, David Card a utilisé l'exode de Mariel comme une expérience naturelle pour mesurer l'effet de l'immigration sur le marché du travail en Floride.